# Укртранснефть
АО «Укртранснафта» (укр.  АТ «Укртранснафта») — оператор системы магистральных нефтепроводов Украины, второй по величине в Европе.
АО «Укртранснафта» обеспечивает транспортировку нефти на украинские нефтеперерабатывающие заводы и транзитные поставки в страны Восточной и Центральной Европы.
Создано в соответствии с распоряжением Кабинета Министров Украины № 256 от 23 июня 2001 года на базе государственных акционерных обществ «Магистральные нефтепроводы „Дружба“» и «Приднепровские магистральные нефтепроводы». 100 % акций АО «Укртранснафта» владеет Национальная акционерная компания «Нефтегаз Украины».

## Руководство АО «Укртранснафта» (на май 2022 года)
Генеральный директор: Цепенда Владимир Мирославович.

## Технические данные АО «Укртранснафта»
- Общая протяжённость нефтепроводов — около 3850 км.
- Перекачку нефти обеспечивают 39 нефтеперегонных станций суммарной мощностью 580 тысяч кВт.
- Ёмкость резервуарного парка — около 800 тысяч м³.
- Объёмы транспортировки нефти — 64-66 млн тонн нефти в год.
- Пропускная способность нефтепроводов — 100 млн тонн в год, в том числе 66 млн тонн — на экспорт.

## Доли в уставных фондах предприятий
- АКБ «Индустриалбанк» — 7,50 %
- ЗАО "КФ «Укртранснефть» — 99,76 %
- ООО «Си Транс» — 26,00 %
- ЗАО «Транснефть-Терминал» — 72,35 %
- ЗАО "НСК «Трансмагистраль» — 27,98 %
- ОАО «Спартак» — 0,19 %
- ООО "МТП «Сарматия» — 50,00 % (данные на 18.10.2007 г.)
- ООО «Трансмунай» — 50,00 %

В 2020 году АО «Укртранснафта» экспортировала 79,9 тыс. тонн нефти в Республику Беларусь в рамках договора купли-продажи, заключенного с BNK (UK) Limited.

## Участие в проекте нефтепровода Одесса — Броды
АО «Укртранснафта» является одним из основных участников проекта достройки нефтепровода к польскому городу Плоцку. С этой целью «Укртранснафта» и польская государственная компания PERN Przyjazn создали 12 июля 2004 года ООО «Межгосударственное трубопроводное предприятие „Сарматия“». Основными направлениями деятельности компании являются подготовка проектно-сметной документации, привлечение инвестиций, обеспечение строительных работ.
11 июля 2007 года АО «Укртранснафта», азербайджанская компания Socar, грузинская Georgian Oil and Gas Corporation и литовская Klaipedos Nafta подписали декларацию о намерении стать новыми акционерами «Сарматии». В тот же день «Укртранснафта» и PERN приняли решение о увеличении уставного фонда компании до 12 млн злотых (4,4 млн долларов) и внесли изменения в устав, позволяющие вхождение новых акционеров.
10 октября 2007 Socar, Georgian Oil and Gas Corporation, Klaipedos Nafta, «Укртранснафта» и PERN Przyjazn подписали корпоративный договор о расширении «Сарматии». Согласно достигнутым договорённостям, «Укртранснафта», PERN, Socar и GOGC будет принадлежать по 24,75 % акций. Klaipedos Nafta станет собственником 1 % акций «Сарматии».